# ألبين إكدال
ألبين إكدال (بالإنجليزية: Albin Ekdal)‏ (مواليد 28 يوليو 1989 في بروما بوروه - السويد) لاعب كرة قدم سويدي يلعب حاليا لصالح نادي سبيزيا الإيطالي في مركز الوسط المهاجم.

## روابط خارجية
- ألبين إكدال على موقع الاتحاد الدولي (مؤرشف)  (الإنجليزية)
- ألبين إكدال على موقع الاتحاد الأوربي (الإنجليزية)
- ألبين إكدال على موقع اتحاد السويد (السويدية)
- ألبين إكدال على موقع قاعدة بيانات كرة القدم.إي يو (الإنجليزية)
- ألبين إكدال على موقع بيانات كرة القدم. دي إي (الألمانية)
- ألبين إكدال على موقع ناشيونال فوتبول تيمز (الإنجليزية)
- ألبين إكدال على موقع Soccerbase.com (لاعب) (الإنجليزية)
- ألبين إكدال على موقع Soccerway.com (الإنجليزية)
- ألبين إكدال على موقع عالم كرة القدم.نت (الإنجليزية)
- ألبين إكدال على موقع كووورة